# مخيمر دايما جاهز (فلم)
مخيمر دائما جاهز هو فيلم مصري إنتاج 1980 بطولة سعيد صالح، يونس شلبي ،ليلي علوي ،وإخراج أحمد ثروت .

## قصة الفيلم
لا ينجح مخيمر في أي وظيفة مما عمل بها، سواء كمحامي أو حتى كهربائي، ليقرر السفر للقاهرة للبحث عن فرصة جديدة، وفي القطار يستغله لصان ويضعا في حقيبته نقود سرقاتهما، ويوصلاه إلى فندق قريب من المحطة ليتمكنا من الحصول على النقود، ليختفي مخيمر فجأة، ما يغير مجرى الأحداث.

## القصة الكاملة
يدعي مخيمر لنفسه كفاءات عديدة، لكنه دائم الفشل، سواء عندما عمل محاميا، أو كهربائيًا، وبناء على نصيحة ابن عمه فوزى يقرر مخيمر السفر للعمل في القاهرة، وفي القطار يقابل إكرامى وزوج أمه عباس، وهما لصان قاما بسرقة واحد من المسافرين، ووضعا النقود في حقيبة مخيمر، يقوم إكرامى بتوصيل مخيمر إلى فندق المعلم عنتر حتى يتمكن من إسترداد النقود لكنه لا يجدها، تنمو قصة حب بين ليلى ابنة عنتر وبين مخيمر، يبتعد إكرامي عن عباس بعد أن تربط الصداقة بينه وبين مخيمر، تصل أم مخيمر ومعها قريبة فوزي إلى أحد الفنادق التي يتردد عليها عباس ويرى معها صورة مخيمر وعندما تخبره أنها تبحث عنه يقوم بإحتجازها في شقته ويطالب مخيمر بإعادة النقود مقابل الإفراج عنهما، تكتشف ليلى أن أباها عثر على النقود فتقوم بتبليغ الشرطة التي تستردها ويتم القبض على عباس، يجتمع شمل الأسرة ويقرر مخيمر البحث عن وظيفة حقيقية.

## طاقم التمثيل
| - سعيد صالح - يونس شلبي - أحمد عدوية - ليلى علوي - وحيد سيف - مريم فخر الدين - إبراهيم سعفان | - إسعاد يونس - زيزي مصطفى (راقصة) - ناهد سمير - علي الشريف - سيف الله مختار - محمد أبو الحسن - محمد شوقي | - عبدالغني النجدي - حمدي سالم - حلمي عبدالوهاب - نبيلة علي موسى - نجاح الموجي - صالح الإسكندراني - منى عبدالله | - بدرية عبدالجواد - حسن توتالة - هريدي عمران - صلاح يحيى - حسن مصطفى علي - محمد نجيب | - إبراهيم يحيى - محمد الرملي - ليلى كامل - راوية عبدالله - حمدي الشريف - محمد برونسون. |

## فريق العمل
| - طارق شرارة:إعداد الموسيقى - محمد البهى:إعداد الموسيقى - صلاح جاهين:كلمات الاغاني - حسن أبو عتمان:كلمات أغنية (قلق و تيجى) - سيد مكاوي:ألحان الأغانى - هاني شنودة:ألحان اغنية (قلق) | - حسن أبو السعود:ألحان اغنية ( تيجى) - أندريا زنديلس (أندريه):مكساج - محمد سليمان:مسجل الصوت والمكساج - جليلة الحريري:مسجل الصوت والمكساج - إبراهيم طاهر:مسجل الصوت والمكساج - عبدالله الناصري:مسجل الصوت والمكساج | - داليا فيلم:منتج - محمد البهى:منتج - عبدالكريم البهي:منتج - إدوارد نجيب:منتج منفذ - محمد البهى:مونتير - ليلى السايس:نيجاتيف | - نشوى نجم الدين:مونتير مساعد - أحمد ثروت:مخرج - ملاك أندراوس:مساعد مخرج - سيد توفيق:كلاكيت - رمزي إبراهيم:مصور - حسن أحمد:مساعد مصور | - أحمد ثروت:سيناريو وحوار - محمد البهى:سيناريو وحوار - محمد عشوب:ماكيير - حسن عفيفي:تصميم الاستعراضات - نهاد بهجت:مهندس الديكور - محمد بكر:مصور فوتوغرافيا |

## وصلات خارجية
- مقالات تستعمل روابط فنية بلا صلة مع ويكي بيانات
- مخيمر دايما جاهز على موقع الدهليز